# ریگولتو

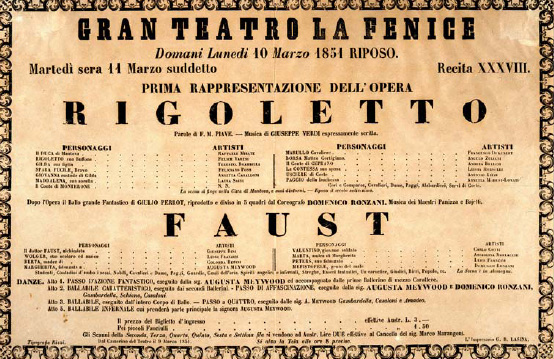
پوستر نخستین اجرای ریگولتو - ۱۱ مارس ۱۸۵۱

اپرای ریگولتو (به ایتالیایی: Rigoletto) از ساخته‌های جوزپه وردی (۲۷ ژانویه ۱۹۰۱ – ۱۰ اکتبر ۱۸۱۳) اپراساز مشهور ایتالیایی است. وردی تأثیرگذارترین اپراساز سده نوزدهم نام گرفته و بسیاری از موسیقیدانان اهمیت وردی در آهنگسازی اپرا را همسنگ نقش بتهوون در سمفونی دانستند.
ریگولتو هفدهمین اپرای جوزپه وردی و اولین اپرا از دوره دوم اپرانویسی این آهنگساز بزرگ می‌باشد که در سه اکت و بر اساس نمایشنامه ای (نمایشنامه منظوم) از ویکتور هوگو به نام سرگرمی‌های شاهانه (Le roi s'amuse) تدوین شده‌است. اپرانامه (لیبرتو) ریگولتو را فرانچسکو ماریا پیاوه که شاعر رسمی تئاتر لا فنیچه (La Fenice) بود به رشته تحریر درآورد و اولین اجرای آن هم در تاریخ ۱۱ مارس ۱۸۵۱ در لا فنیچه که به خانه اپرای ونیز هم شهرت دارد به روی صحنه رفت و مورد توجه همگان قرار گرفت.
ریگولتو به همراه اپراهای ایل تراواتوره و لا تراویاتا به سه‌گانه‌های جوزپه وردی نیز شهرت دارند.
داستان نمایشنامه ویکتور هوگو بر اساس زندگی‌نامه فرانسیس اول پادشاه لاابالی فرانسه که توسط اتباع خود کشته شد نوشته شده بود که در زمان خود شورشی در پاریس به وجود آورده بود که باعث شده بود اجرای این اثر توقیف شود.
ریگولتو هم مانند نمایشنامه اصلی خود یعنی سرگرمی شاهانه با ممانعتهای اجرایی توسط دستگاه سانسور وقت روبرو شد؛ ولی از آنجا که ممانعت از اجرای اپراهای وردی در زمان خود بسیار مشکل و خطرناک بود و ممکن بود باعث خشم مردم و اعتراض آنها شود دستگاه سانسور چند پیشنهاد به وردی ارائه داد که با اصلاح اپرا به نحوی که آنها می‌خواستند می‌توانست اپرا را به روی صحنه ببرد.
اولین پیشنهاد این بود که اگر محل وقوع داستان نه فرانسه درگیر مشکلات که جایی کوچک یا کشوری بی‌اهمیت باشد و اگر به جای شاه بی‌وجدان یک دوک خیالی قرار بگیرد و اگر نام همه کسان در این نمایشنامه تغییر کند و نیز نام نمایشنامه (وردی لعنت را پیشنهاد کرده بود که آن را کفر آمیز می‌دانستند) تغییر کند دیگر هیچ گونه مخالفتی در کار نخواهد بود. بدین ترتیب شاهکاری که نزدیک به فنا بود تبدیل شد به اپرای ریگولتو.
ریگولتو رواج و محبوبیتی خیلی سریع پیدا کرد و خیلی سریع در اکثر اپراخاته‌های اروپا اجرا شد. ویکتور هوگو که نسبت به تحریف آثارش حساسیت زیادی داشت تلاشهای بی ثمری کرد تا این اپرا به فرانسه وارد نشود؛ ولی این اپرا نه تنها به فرانسه وارد شد که به زبان فرانسوی هم ترجمه و اجرا شد و پس از شنیدن اولین اجرا آن تصدیق کرد که این اپرا به مراتب قوی تر از نمایشنامه وی هست، کما اینکه امروزه شاهد هستیم که از اثر ویکتور هوگو فقط نامی مانده ولی نام اپرای ریگولتو مرزهای شهرت را درنوردیده و جزو معروفترین اپراهای تاریخ اپرا محسوب می‌شود.

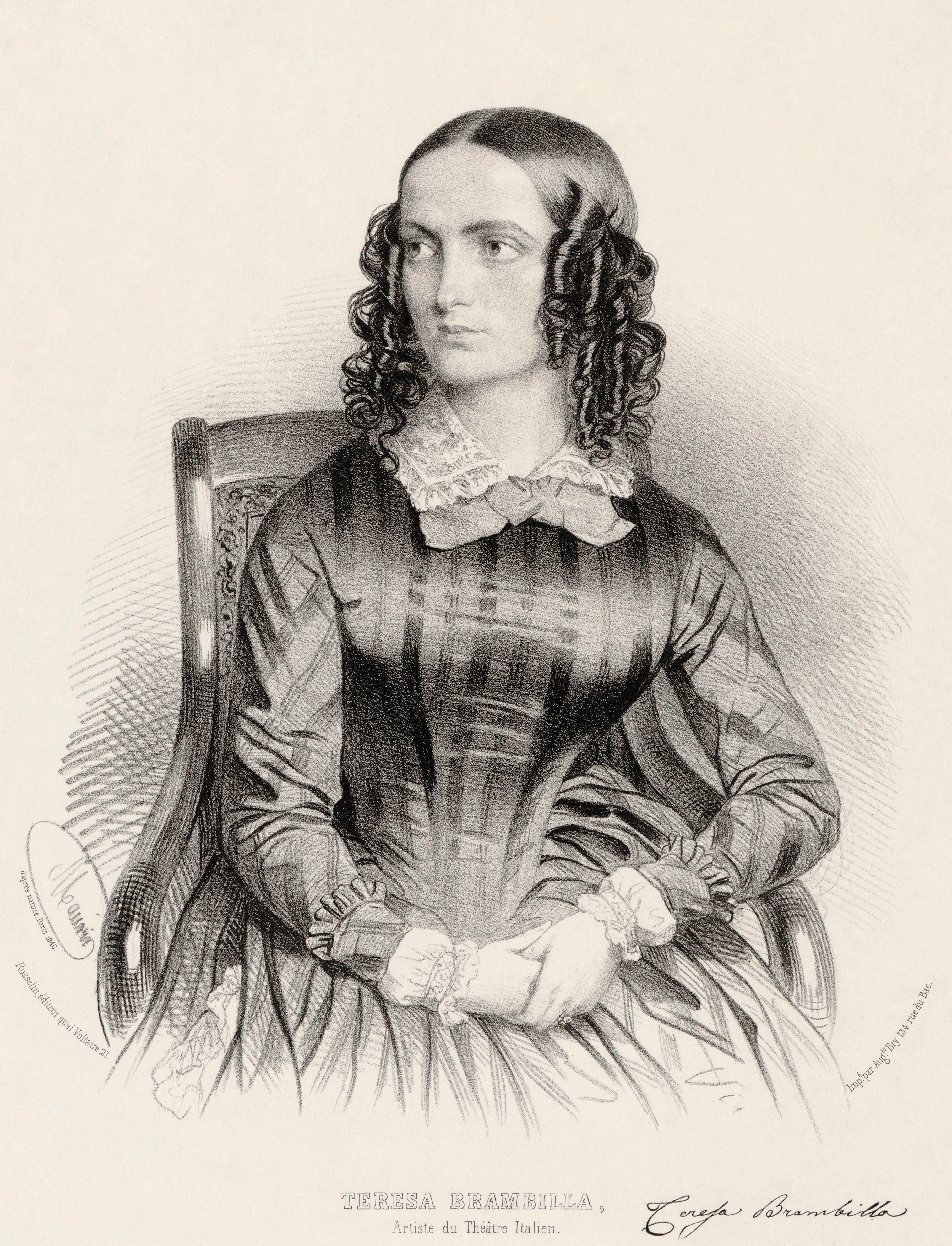
ترزا برامبیلا در نقش گیلدا (نخستین گیلدا)

دوک مانتوا، ریگولتو و گیلدا - یا جیلدا - (دختر ریگولتو)، سه شخصیت اصلی این اپرای حزن‌انگیز می‌باشند. دوک فردی خودخواه و هوسباز بوده که دختران را فریب داده و به کاخ خود میاورده؛ او از زنان دیگر اشراف‌زادگان نیز چشم پوشی نمی‌کرده و آن‌ها را نیز متعلق به خود می‌نموده‌است. ریگولتو مردی با صورتی نازیبا و بدنی نافرم بوده که اسباب خنده و سرگرمی دوک را فراهم می‌کرده و از طرفی مورد اعتماد وی هم بوده‌است؛ او همواره نجیب‌زادگان دیگر را که دوک به همسران آن‌ها توجه داشته، مورد تمسخر قرار می‌داده و به وی توصیه می‌کرده که آن‌ها را زندانی، تبعید یا اعدام کند.
روزی یکی از کارگزاران که دخترش ربوده شده، با التماس از دوک آزادی دخترش را می‌طلبد و در پاسخ با تمسخر ریگولتو و حکم زندان از طرف دوک مواجه می‌شود. او در این حال هر دوی آن‌ها - دوک و ریگولتو - را نفرین می‌کند و به آن‌ها هشدار می‌دهد که هیچگاه از نفرینهای یک پدر در امان نخواهند بود. مضمون این اپرا بر اساس همین " نفرین " شکل می‌گیرد؛ دوک دختر زیبای ریگولتو را در کلیسا می‌بیند و شیفته او می‌شود.

## نقش‌ها

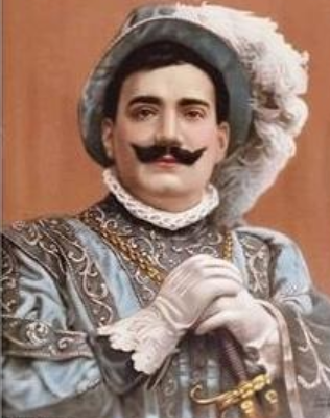
انریکو کاروسو در نقش دوک

| نقش                            | نوع صدا                |
| ------------------------------ | ---------------------- |
| ریگولتو؛ دلقک کنت              | دراماتیک باریتون       |
| گیلدا (یا جیلدا)؛ دختر ریگولتو | لیریک کلوراتور سوپرانو |
| دوک مانتوا                     | لیریک تنور             |
| اسپارافوچیل؛ یک آدم‌کش          | باس                    |
| مادالنا؛ خواهر اسپارافوچیل     | متزو سوپرانو           |
| جوانان؛ پرستار گیلدا           | متزو سوپرانو           |
| کنت چپرانو                     | باس                    |
| کنتس چپرانو؛ همسر کنت چپرانو   | متزو سوپرانو           |
| ماتو بورسا؛ یک کارگزار         | تنور                   |
| کنت مونترون                    | باریتون                |
| مارولو                         | باریتون                |
| یک منشی دادگاه                 | باس                    |
| یک پادو                        | متزو سوپرانو           |
| گروه کر مردان - اهالی شهر      |                        |

## خلاصه

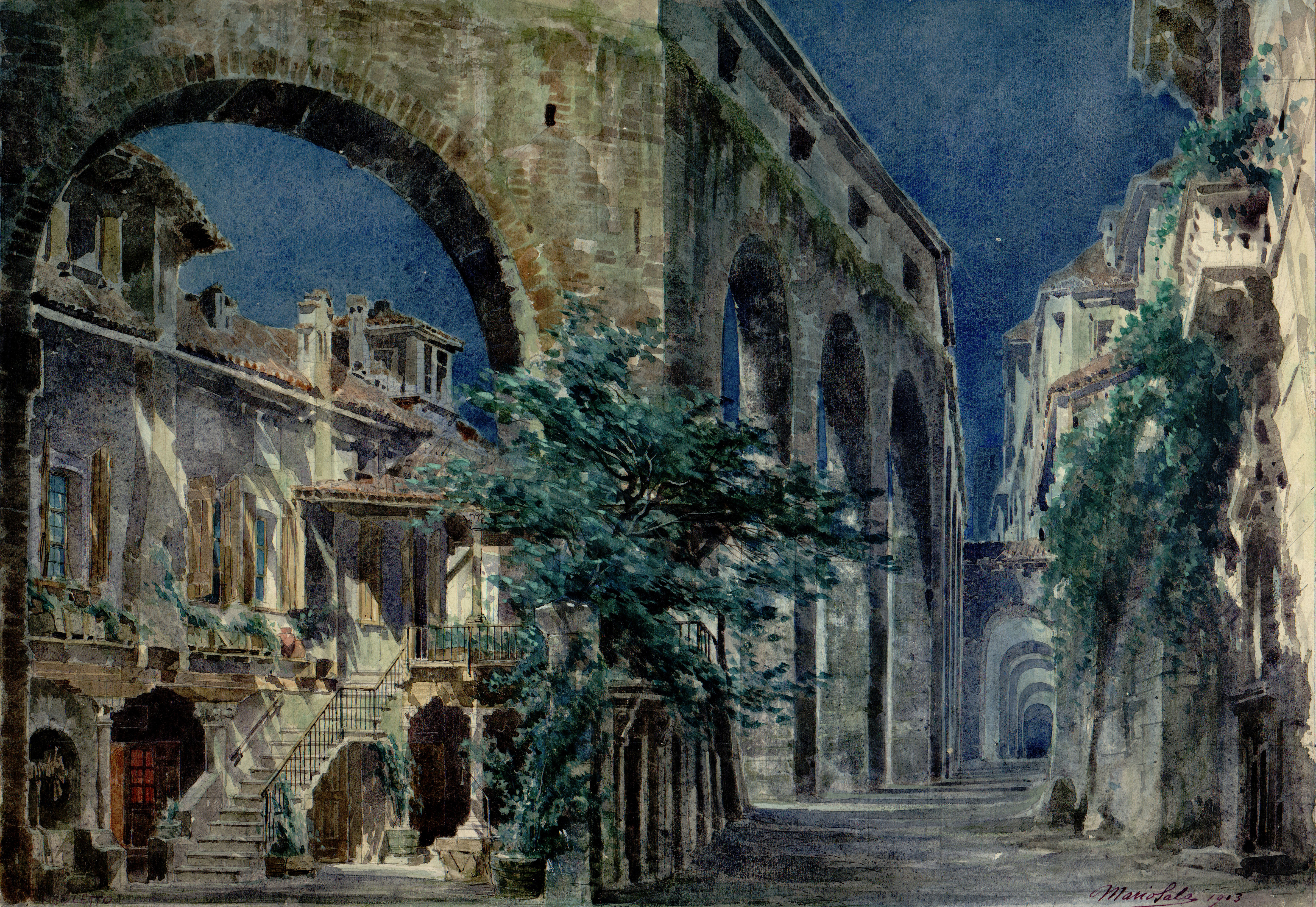
دکور بخشی از فیلم ریگولتو

مکان: مانتوا
زمان: سده شانزدهم

### پرده یک
صحنه اول - قصر دوک 
در سالن مجللی در قصر، مسرور از داشتن تمام زنان دلخواهش، دوک مانتوا آواز شادمانی سر داده ("Questa o quella" ("This woman or that"؛ او به فکر دختر زیبایی که در کلیسا دیده نیز هست و در عین حال به کنتس چپرانو، همسر کنت چپرانو نیز توجه نشان می‌دهد. ریگولتو، دلقک و گوژپشت دربار، مشغول مسخره کردن شوهران زنانیست که دوک به آن‌ها توجه داشته و آن‌ها را مستحق حبس یا مرگ می‌داند. شوخی‌های از حد گذشته ریگولتو باعث خشم و کینه درباریان شده و آن‌ها درصدد انتقام جویی بر می‌آیند. یکی از نجیب‌زادگان به نام مارولو، دیگران را از وجود زنی که به گمان او معشوقه ریگولتو ست و در واقع دختر وی می‌باشد، با خبر می‌سازد. آن‌ها تصمیم می‌گیرند با دزدیدن این دختر برای دوک مانتوا، گستاخیهای ریگولتو را تلافی کنند.
ریگولتو به رفتارهای ناپسند خود ادامه می‌دهد و متعاقباً، کنت مونترون را نیز که در حال التماس برای رهایی دخترش از دست دوک بوده، به مسخره می‌گیرد. کنت مونترون هم خشمگین شده و شروع به ناسزا گویی می‌کند. به دستور دوک او به زندان برده می‌شود و کنت مونترون هم با دلی شکسته هر دوی آن‌ها - دوک و ریگولتو - را نفرین می‌کند.
 صحنه دوم - حوالی خانه ریگولتو 
ریگولتو از نفرین آن مرد بسیار غمگین و مضطرب می‌شود و به سمت خانه خودش بازمی‌گردد. در شهر قاتلی به نام اسپارافوچیل زندگی می‌کرده که با اخذ مقداری پول حاضر بوده جان افراد دیگر را بگیرد.
در راه بازگشت به خانه، ریگولتو با او مواجه می‌شود و او نیز که ریگولتو را در آن حال پریشان می‌بیند، به وی پیشنهاد یاری می‌دهد. ریگولتو نام و محل رفت‌وآمد این شخص را می‌پرسد و به او می‌گوید که شاید روزی از او درخواست کمک کند. اسپارافوچیل به ریگولتو اطمینان می‌دهد که خطری متوجه آن‌ها نخواهد بود زیرا او طعمه‌هایش را به خانه خویش می‌آورد و با همدستی خواهرش، در فرصتی مناسب، آن‌ها را به قتل می‌رساند؛ سپس نام خود را بارها تکرار می‌کند تا ریگولتو او را از یاد نبرد:
" اسپارافوچیل… اسپارافوچیل… ".
وقتی ریگولتو به خانه می‌رسد، کار آن قاتل را با اعمال خود شبیه می‌بیند؛ چرا که آن مرد با خنجرش به جسم انسان‌ها آسیب می‌زند و ریگولتو با زبانش روح افراد را آزرده می‌کند ("Pari siamo!" ("We are alike!". او پشیمان و اندوهناک با خود حرف می‌زده که دخترش وارد اتاق می‌شود و او را در آغوش می‌گیرد ("Figlia!" "Mio padre!" ("Daughter!" "My father!". دخترش، جیلدا، از او می‌خواهد که رازهایش را برایش بازگو کند و شرح دهد که از چه چیز ناراحت است. اما ریگولتو هیچ نمی‌گوید و به دخترش می‌گوید که هر وقت تو شاد باشی من نیز شاد خواهم بود.
جیلدا از پدرش می‌خواهد کمی در مورد خودش، کارش یا خانواده‌اش بیشتر توضیح بدهد؛ اما ریگولتو سر باز می‌زند و می‌گوید من هیچ چیز و هیچ‌کس را ندارم و همه دنیای من تو هستی!. ; جیلدا در مورد مادرش توضیح می‌خواهد که این ریگولتو را اندوهگین ساخته و جواب می‌دهد: " او زنی مهربان و زیبا بود و مرا که زشت و فقیر و بی کس بودم، بسیار دوست می‌داشت. او سال‌ها پیش به بهشت رفت و تو تنها یادگار به جا مانده از او هستی ". پس از این به خدمتکارشان، جوانا، سفارش می‌کند که همواره با دقت فراوان مراقب گٔل پاک و معصومش، گیلدا، باشد و او را از دسترس نا اهلان به دور نگاه دارد.
ریگولتو، از ترس دوک و هوس بازی‌های وی، دخترش را از انظار مخفی نگاه داشته بوده و فقط به او اجازه می‌داده که به کلیسا برود. با خارج شدن ریگولتو از خانه، جیلدا شروع به گفتگو با خدمتکارشان می‌کند و از اینکه اسرارش را از پدرش مخفی می‌کرده، شرمسار می‌شود.
او علاقه اش را نسبت به جوانی که در کلیسا دیده و او را تعقیب کرده، ابراز داشته و آرزو می‌کند که او دانشجویی فقیر باشد.
دوک که با تعقیب‌هایش خانه جیلدا را پیدا کرده بوده، آنشب به در خانه او می‌رود و از بیرون صدای دخترک را می‌شنود؛ به همین خاطر با شادی و جرات تمام وارد خانه شده و خود را ' گوالتیر مالدِه ' - دانشجویی فقیر - معرفی می‌کند. جیلدا وحشت زده شده و جوانا را برای کمک صدا می‌زند؛ غافل از اینکه دوک جوانای خدمتکار را با پول فریفته و به جایی دیگر فرستاده‌است.
دوک با جملاتی شیرین به جیلدا ابراز عشق می‌کند ("E il sol dell'anima" ("Love is the sunshine of the soul" که ناگهان صداهایی از بیرون به گوش می‌رسد. جیلدا از دوک می‌خواهد که خانه را ترک کند اما دوک می‌گوید که تا آن‌ها با هم پیمان وفاداری نبندند، از آنجا نخواهد رفت. جیلدا هم احساس خود را برای دوک ابراز می‌کند و قول می‌دهد که تا پایان عمر به او وفادار بماند. سپس این دو، با عجله و تشویش، خداحافظی می‌کنند ("Addio, addio" ("Farewell, farewell".
بعد از رفتن دوک، جیلدا در تنهایی برایش آواز می‌خواند و نام او را - گوالتیر مالده (دانشجوی فقیر) - بارها و بارها صدا می‌زند ("Gualtier Maldè!... Caro nome" ("Dearest name".
کمی بعد، ریگولتو با پریشانی به سمت خانه بازمی‌گردد ("Riedo!... perché?" ("I've returned!... why?" و در راه کارگزاران قصر را می‌بیند. آن‌ها قصد ربودن جیلدا - که به باورشان معشوقه ریگولتو بوده - را داشته‌اند. وقتی با ریگولتو مواجه می‌شوند، او را گمراه کرده و وانمود می‌کنند که قصد دارند همسر کنت چپرانو را برای دوک ببرند و از ریگولتو می‌خواهند که به آن‌ها کمک کند ("Zitti, zitti" ("Softly, softly".
ریگولتو هم قبول می‌کند؛ پس آن‌ها صورت و چشمان وی را - به بهانه اینکه شناخته نشود - می‌پوشانند و به او می‌گویند که نردبانی را برایشان نگاه دارد؛ آن‌ها هم دخترک را گرفته و از خانه خارج می‌شوند.
ریگولتو صدای ناله و زاری دخترش را می‌شنود و تازه متوجه نیرنگ افراد قصر می‌شود. او شتابان به دنبال صدا می‌رود اما تنها چیزی که پیدا می‌کند تکه ایی از پیراهن دخترش است که کارگزاران به عمد، برای آزار بیشتر ریگولتو، به زمین انداخته بودند.
ریگولتو هم آن را برمی‌دارد و با اندوه فراوان به یاد " نفرین " آن پدر (کنت مونترون) می‌افتد.

### پرده دو
قصر دوک 
دوک نگران ناپدید شدن جیلداست ("Ella mi fu rapita!" ("She was stolen from me!"؛ چرا که شب قبل وقتی از خانه ش دور می‌شده، صدای فریادهای او را شنیده و به سوی او برای کمک بازمی‌گردد؛ اما او را نمی‌یابد. دوک از اینکه نتوانسته به جیلدا کمک کند بسیار غمگین است و آرزو می‌کند جیلدا هر کجا که هست، پیمانش را از یاد نبرد ("Parmi veder le lagrime" ("I seem to see tears". او با خود نیز عهد می‌کند که اگر روزی جیلدا را بدست آورد، به او وفا دار بماند و تمام داراییش را صرف راحتی و رضایت او کند.
در این حال، کارگزاران قصر وارد می‌شوند و به دوک خبر می‌دهند که معشوقه ریگولتو را برای او آورده‌اند. وقتی آن‌ها وقایع شب گذشته و مشخصات گیلدا را برای وی بیان می‌کنند، دوک متوجه می‌شود که این دختر همان جیلدای مورد علاقه اوست و با شادمانی به سوی اتاقی که وی در آن بوده می‌شتابد ("Possente amor mi chiama" ("Mighty love beckons me". کارگزاران نیز از خشنودی و تغییر روحیات دوک شادمان می‌شوند.
بعد از این ریگولتو، در حالیکه وانمود می‌کرده از همه چیز بی‌اطلاع است، وارد قصر می‌شود و به‌طور نامحسوس به دنبال دوک و دخترش می‌گردد تا مبادا دست دوک به دخترش رسیده باشد. درباریان که متوجه حال و روز ریگولتو می‌شوند، شروع به مسخره کردن او می‌کنند و می‌گویند: " حالا نوبت ماست که به تو بخندیم". سپس روسری گیلدا را جلوی او میندازند. بالاخره ریگولتو به آنچه می‌داند اعتراف می‌کند و از آن‌ها می‌خواهد که دخترش را به او بازگردانند("Cortigiani, vil razza dannata" ("Accursed race of courtiers". او به سوی اتاق جیلدا حمله‌ور می‌شود اما کارگزاران او را کتک زده و از آنجا دور می‌کنند.
گیلدا از اتاق بیرون آمده و پدرش را در آغوش می‌گیرد. او از درباریان می‌خواهد که آنجا را ترک کنند و او و پدرش را تنها بگذارند. سپس از آشنایی و علاقه اش به دوک می‌گوید ("Tutte le feste al tempio" ("On all the blessed days". جیلدا از پدرش می‌خواهد که از خطای دوک چشم بپوشد، اما ریگولتو که بسیار عصبانی بوده فقط به انتقام فکر می‌کند ("Sì! Vendetta, tremenda vendetta!" ("Yes! Revenge, terrible
revenge!".

### پرده سه
حوالی خانه اسپارافوچیل (مرد قاتل) 
پس از گذشت یک ماه، ریگولتو برای انتقام گرفتن از دوک با اسپارافوچیل معامله می‌کند؛ " ۲۰ سکه بابت کشتن دوک… ۱۰ سکه قبل از انجام کار و ۱۰ سکه پس از اتمام کار… ". شبی که دوک در خانه مرد قاتل بوده، ریگلتو دخترش را که هنوز عاشق دوک است، به نزدیکی خانه اسپارافوچیل میاورد و از او می‌پرسد: " اگر ببینی که دوک به تو خیانت می‌کند، آیا باز هم او را دوست خواهی داشت؟ "... و گیلدا دچار تردید می‌شود.
ریگولتو از دخترش می‌خواهد که جلوی در آن خانه ایستاده و خوب گوش کند. گیلدا صدای دوک را می‌شنود که در مورد بی‌وفایی و بی‌ثباتی زنها آواز می‌خواند ("La donna è mobile" ("Woman is fickle" و بسیار مأیوس می‌شود. همچنین متوجه می‌شود همان جملات عاشقانه ایی را که برای گیلدا گفته، برای مادالنا، خواهر اسپارافوچیل نیز می‌خواند و به او قول ازدواج می‌دهد
("Bella figlia dell'amore" ("Beautiful daughter of love". از ناراحتی به گریه می‌افتد؛ پدرش به او توصیه می‌کند که به خانه رفته، با پوشیدن لباس مردانه و برداشتن پول به ورونا فرار کند و آنجا منتظر باشد تا پدرش هم به او ملحق شود. گیلدا قبول می‌کند اما عشق او به دوک مانع از رفتنش به ورونا می‌شود و باز (با لباسهای مردانه) به سوی خانه مرد قاتل بازمی‌گردد.
وقتی به در خانه می‌رسد دوک در حال استراحت بوده و گیلدا صدای خواهر اسپارافوچیل را می‌شنود که به دوک ابراز علاقه می‌کند و از برادرش می‌خواهد از کشتن وی صرفنظر کند. مادالنا می‌گوید آن‌ها می‌توانند عابری را پیدا کرده، به جای او کشته و در حضور ریگولتو به رودخانه بیندازند؛ با اینکار آن‌ها هم پول را دریافت می‌کنند و هم دوک زنده خواهد ماند؛ اسپارافوچیل هم با نارضایتی، قبول می‌کند. با شنیدن این گفتگو، گیلدا به یاد عهدش با دوک افتاده و تصمیم می‌گیرد که جان خود را فدای او کند. از خداوند طلب آمرزش می‌کند و در می‌زند. به محض باز کردن در، اسپارافوسیل، با ضربه ایی گیلدا را از پای در میاورد و او را داخل کیسه ایی میندازد.
وقتی ریگولتو برای دادن مابقی پول و تحویل گرفتن جسد بازمی‌گردد، مرد قاتل از او اجازه می‌خواهد که جسد را به رودخانه بیندازد، اما ریگولتو قبول نمی‌کند و می‌خواهد اینکار را خود انجام دهد. ریگولتو از انتقامی که گرفته احساس غرور می‌کند و درست در لحظه ایی که می‌خواهد کیسه را به آب بسپارد، صدای آواز دوک را می‌شنود ("La donna è mobile" ("Woman is fickle".
ریگولتو، سرگشته و مضطرب از اینکه چه کسی به جای دوک به قتل رسیده، کیسه را باز می‌کند و با پیکر نیمه جان دخترش مواجه می‌شود. او را در آغوش می‌گیرد و از اینکه دختر بیگناهش قربانی انتقامجویی اش شده، آشفته می‌شود. به گیلدا می‌گوید که اگر بمیرد او نیز خواهد مرد؛ اما جیلدا که آخرین نفسهایش را به سختی می‌کشیده حرفهای پدر را به یادش میاورد و می‌گوید: " پدر تو همیشه می‌گفتی که با شادی من شادی، پس حالا هم خوشحال باش… من هم خوشحالم… هم از این که جانم را فدای معشوقم کردم و هم از اینکه می‌توانم به دیدار مادرم در بهشت بروم… ". جیلدا از پدرش می‌خواهد که دوک را نیز ببخشد ("V'ho ingannato" ("Father, I deceived you" و چشم از دنیا فرو می‌بندد.
ریگولتو تلخ‌ترین گریه اش را سر می‌دهد و با وحشت " نفرین " آن پدر (کنت مونترون) را به یاد میاورد.